# Limnochromis staneri
Limnochromis staneri är en fiskart som beskrevs av Poll, 1949. Limnochromis staneri ingår i släktet Limnochromis och familjen Cichlidae. IUCN kategoriserar arten globalt som livskraftig. Inga underarter finns listade i Catalogue of Life.